# 李涵
李 涵（り かん、生年不詳 - 784年）は、唐の宗室。

## 経歴
太常寺卿の李少康（畢国公李景淑の子で、江夏郡王李道宗の弟の高平県公李道立の孫）の子として生まれた。賛善大夫に任じられ、侍御史を兼ねた。朔方節度使の郭子儀の推薦により関内塩池判官となった。粛宗は北方の平涼にいたったが、頼るべきところを知らなかった。李涵は朔方留後の杜鴻漸とともに、朔方の兵馬や貯蔵している備蓄物の数を書きとめて提出し、平涼で謁見を受けて説明すると、粛宗に喜ばれた。右司員外郎に任じられ、司封郎中・宗正寺少卿に累進した。
宝応元年（762年）、李涵は太子左庶子となり、御史中丞を兼ね、河北宣慰使をつとめた。母が死去したため、李涵は辞職して喪に服すべきところ、本官に復帰させられた。宣慰使の任から帰ると、官を辞して喪に服したいと請願した。代宗は李涵のやせ細った体を見て、これを許可した。喪が明けると、李涵は給事中に任じられ、尚書左丞に転じた。大暦3年（768年）、幽州で朱希彩が李懐仙を殺害する事変が起こると、李涵は河朔宣慰使をつとめた。大暦6年（771年）1月、蘇州刺史となり、御史大夫を兼ね、浙江西道都団練観察等使をつとめた。大暦11年（776年）、長安に入朝し、御史大夫に任じられた。京畿観察使の李栖筠が死去すると、これに代わって京畿観察使となった。
大暦14年（779年）、徳宗が即位すると、李涵は太子少傅に任じられ、山陵副使をつとめた。李涵の父の名は少康といい、太子少傅の官名が父の諱を犯していると、殿中侍御史の呂渭に指摘された。このため李涵は山陵副使のまま、検校工部尚書となり、光禄寺卿を兼ねた。ほどなく左散騎常侍に転じ、尚書右僕射として致仕した。襄武県公に封じられた。興元元年（784年）9月、死去した。太子太保の位を追贈された。
子の李鰅は、貞元初年に饒州別駕となった。御医の許泳と書を通じた罪で処刑された。

## 伝記資料
- 『旧唐書』巻126 列伝第76
- 『新唐書』巻78 列伝第3